# 애버딘셔노스 머리이스트 (영국 의회 선거구)
애버딘셔노스 머리이스트 (Aberdeenshire North and Moray East)는 스코틀랜드 북부 애버딘셔와 머리 (Moray)에 위치한 영국 의회의 선거구이다. 2023년 웨스트민스터 선거구 정기 심의를 계기로 신설되어 2024년 총선부터 첫 선거가 치러졌다.
현 지역구 의원은 2024년 총선에서 당선된 스코틀랜드 국민당의 시머스 로건이다.

## 역사
2024년 총선부터 밴프 뷰컨 지역구의 대다수 관할구역에 머리 지역구의 일부를 통합하여 신설되었다.
옛 선거구 밴프 뷰컨의 현직의원은 보수당의 데이비드 더기드 의원으로, 2024년 총선에서 지역당으로부터 공천을 받았으나 총선을 앞두고 개인질환으로 병원에 입원하면서 6월 5일 저녁 보수당으로부터 공천 취소 통보를 받았다.
보수당은 더기드 의원을 대신에 이전에 불출마를 선언했던 스코틀랜드 보수당의 더글라스 로스 대표를 공천하여, 후보지명 마감일인 6월 7일에 앞서 이 사실을 발표하였다.
노동당의 앤디 브라운 후보는 솔즈베리 독살 사건에 러시아 정부가 관여했다는 사실에 의문을 제기하고, 노동당 내 반유대주의를 경시했다는 사유로 2024년 6월 19일 공천이 취소되었다.

## 관할 구역
스코틀랜드 북부 애버딘셔와 머리 지역에 걸쳐 있으며, 관할구역은 다음과 같다.
- 애버딘셔 밴프 디스트릭트, 트루프, 프레이저버러 디스트릭트, 피터헤드노스 래트리, 피터헤드사우스 크루던, 센트럴뷰컨 (일부)
- 머리 키스 큘런, 버키, 포카버란브라이드 (일부)[6]

## 국회의원
| 선거 | 선거   | 의원        | 정당              |
| ---- | ------ | ----------- | ----------------- |
|      | 2024년 | 시머스 로건 | 스코틀랜드 국민당 |

## 선거 결과

### 2020년대 선거
|  | 35.2% |

|  | 32.8% |

|  | 14.6% |

|  | 10.1% |

|  | 7.3% |

1 노동당으로부터 후보지명 철회